# Wadi Al Khulaiban
El Wadi Al Khulaiban (en árabe: وادي الخليبان‎, romanizado: Wādī Al Khulaybān) es un valle o río seco, con caudal efímero o intermitente, que fluye casi exclusivamente durante la temporada de lluvias, situado en el enclave de Masfut (Ajman), al este de los Emiratos Árabes Unidos.  
Es afluente por la derecha del Wadi Hadf, y forma una pequeña subcuenca hidrográfica de 1,2 km², integrada en la gran cuenca hidrográfica del Wadi Hatta (548 km²).

## Recorrido
La longitud total aproximada del Wadi Al Khulaiban es de 2,5 kilómetros.
Fluye de sur a norte, a partir de sus fuentes de origen situadas en la vertiente nordeste del Jabal Lishan (660 m s. n. m.), a una altura aproximada de 634 m s. n. m.
Aunque recibe las aguas de varios pequeños torrentes y barrancos, el Wadi Al Khulaiban no tiene afluentes relevantes en su corto recorrido, y desemboca en el Wadi Hadf, en una zona céntrica y residencial del área urbana de Masfut.
En los últimos años, el Wadi Al Khulaiban se ha convertido en un lugar muy visitado y frecuentado como ruta de senderismo.

## Presas y embalses

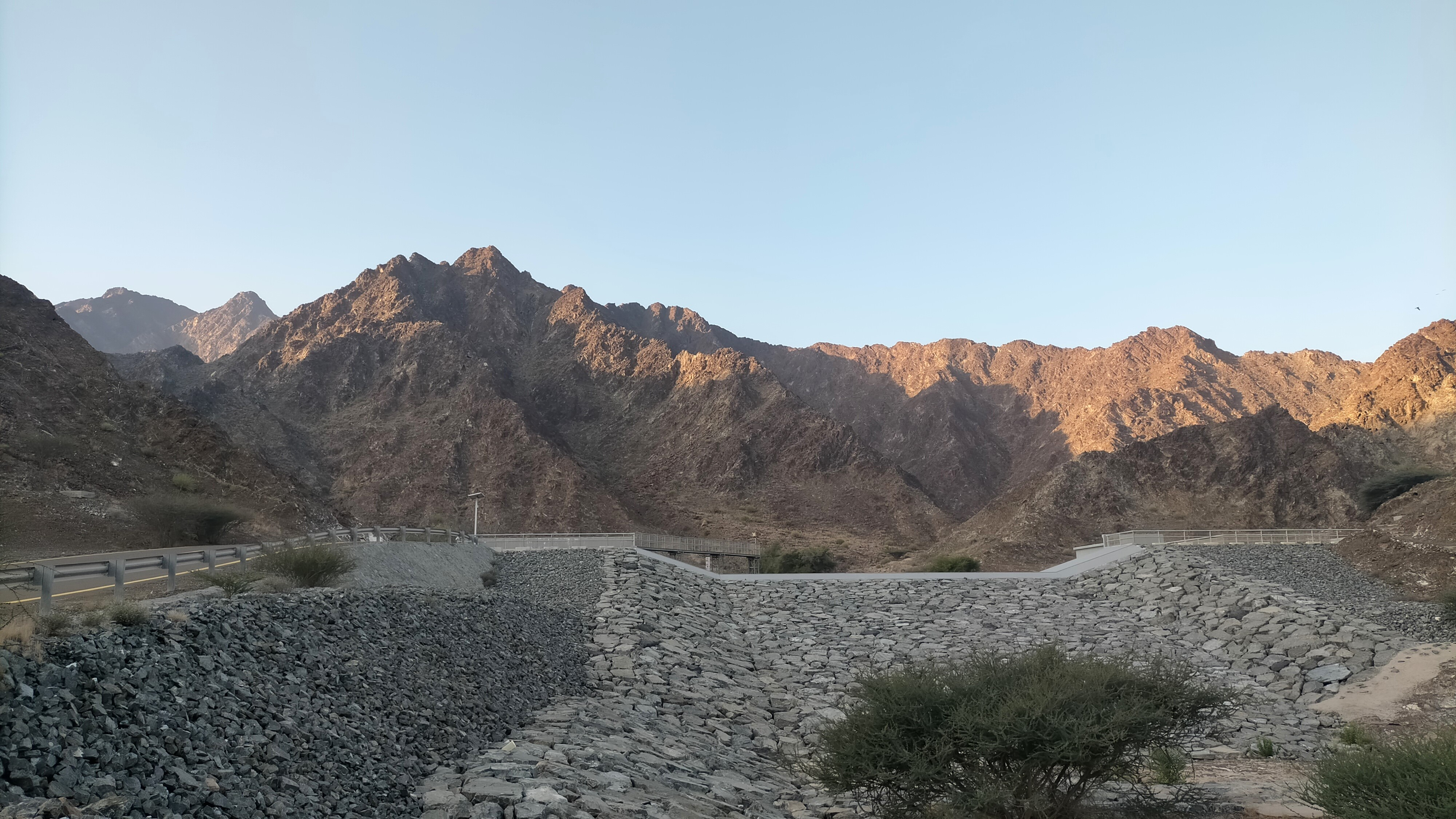
Wadi Al Khulaiban Breaker. Al fondo, en primer plano, el Jabal Lishan

Como en otras regiones de los EAU, el área geográfica del Wadi Al Khulaiban se ve ha visto ocasionalmente afectada por lluvias inusualmente intensas e inundaciones.
Para prevenir el peligro de inundaciones repentinas y aumentar el potencial de recarga de aguas subterráneas, se construyó en 2002, en el cauce del Wadi Al Khulaiban, una presa de 7 metros de altura, con un embalse de 0,036 km² y capacidad de 0,0184 millones de metros cúbicos, denominada oficialmente Al Khileban Dam (en árabe: سد الخليبان‎) (coordenadas: 24°48′37″N, 56°05′34″E).

## Toponimia
Nombres alternativos: Wadi al-Khulayban, Wadi Kholaiban, Wadi Al Khaliban, Wadi Al Khliban, Wadi Al Khulaiban, Wadi Khalaiban, Wādī Al Khulaybān, Wadi Al Khileban.
El nombre del Wadi Al Khulaiban (con la grafía Khalaiban), sus afluentes, montañas y poblaciones cercanas, quedaron registrados en la documentación y mapas elaborados entre 1950 y 1960 por el arabista, cartógrafo, militar y diplomático británico Julian F. Walker, durante los trabajos efectuados para el establecimiento de fronteras entre los entonces denominados Estados de la Tregua, completados posteriormente por el Ministerio de Defensa del Reino Unido, en mapas a escala 1:100.000 publicados en 1971.

## Población
El área del Wadi Al Khulaiban estuvo poblada principalmente por la tribu Biduwat.